# 笠原宗太
笠原 宗太（かさはら そうた、1976年5月9日 - ）は、群馬県出身の元サッカー選手、サッカー指導者。元ヴァンフォーレ甲府の笠原恵太は実兄。引退後は地元群馬で体育科の教師としてサッカー部の指導にあたっている。

## 来歴
高校時代は前橋育英と並ぶ、群馬県のサッカーの名門である群馬県立前橋商業高等学校のサッカー部に所属。
小柄ながらもスピードをいかし、快速フォワードとして他チームに恐れられていた。ユニフォームが白黒のストライプだったこともあり『ゼブラの弾丸』という異名で呼ばれていた。
高校卒業後は筑波大学に推薦で進学しサッカー部で活躍した。
筑波大学を卒業したのち、大塚製薬を経て、2000年にJ2の水戸ホーリーホックに入団。ポジションをFWからDFにコンバートした。2002年に図南SCに移籍。
選手として活躍を重ねる一方、指導者としても2003年に群馬県立高等学校教員に採用され、群馬県立館林高等学校サッカー部監督に就任。2010年4月より群馬県トップの進学校である群馬県立前橋高等学校に異動し、サッカー部顧問に就任した。2014年には前橋高校サッカー部初の群馬県高校総体優勝を導いた。2017年のインターハイ群馬県予選では準優勝した。2019年度の戦績に期待がかかる。

## 所属クラブ
- 群馬県立前橋商業高等学校
- 筑波大学
- 1999年 大塚製薬
- 2000年‐2001年 水戸ホーリーホック
- 2002年 図南SC (現：tonan前橋)

## 個人成績
| 国内大会個人成績 | 国内大会個人成績 | 国内大会個人成績 | 国内大会個人成績 | 国内大会個人成績 | 国内大会個人成績 | 国内大会個人成績 | 国内大会個人成績 | 国内大会個人成績 | 国内大会個人成績 | 国内大会個人成績 | 国内大会個人成績 |
| 年度             | クラブ           | 背番号           | リーグ           | リーグ戦         | リーグ戦         | リーグ杯         | リーグ杯         | オープン杯       | オープン杯       | 期間通算         | 期間通算         |
| 年度             | クラブ           | 背番号           | リーグ           | 出場             | 得点             | 出場             | 得点             | 出場             | 得点             | 出場             | 得点             |
| 日本             | 日本             | 日本             | 日本             | リーグ戦         | リーグ戦         | リーグ杯         | リーグ杯         | 天皇杯           | 天皇杯           | 期間通算         | 期間通算         |
| ---------------- | ---------------- | ---------------- | ---------------- | ---------------- | ---------------- | ---------------- | ---------------- | ---------------- | ---------------- | ---------------- | ---------------- |
| 1999             | 大塚             | 19               | JFL              | 18               | 0                | -                | -                | 3                | 0                | 21               | 0                |
| 2000             | 水戸             | 17               | J2               | 30               | 3                | 0                | 0                | 1                | 0                | 31               | 3                |
| 2001             | 水戸             | 17               | J2               | 0                | 0                | 0                | 0                | 0                | 0                | 0                | 0                |
| 2002             | 図南             | 11               | 関東             |                  |                  | -                | -                | -                | -                |                  |                  |
| 通算             | 日本             | 日本             | J2               | 30               | 3                | 0                | 0                | 1                | 0                | 31               | 3                |
| 通算             | 日本             | 日本             | JFL              | 18               | 0                | -                | -                | 3                | 0                | 21               | 0                |
| 通算             | 日本             | 日本             | 関東             |                  |                  | -                | -                | -                | -                |                  |                  |
| 総通算           | 総通算           | 総通算           | 総通算           |                  |                  | 0                | 0                | 4                | 0                |                  |                  |

## 指導歴
- 2003年 - 2010年 群馬県立館林高等学校 サッカー部監督
- 2010年 - 群馬県立前橋高等学校 サッカー部顧問
- 2023年 - 群馬県立高崎高等学校 サッカー部顧問